# 克里克伍德
克里克伍德（Cricklewood）是倫敦西北部的一個地區，位於查令十字西北5英里（8.2公里）處。在行政區劃上克里克伍德分屬巴內特、布倫特、康登三個倫敦自治市。這一地區原本是一個小村莊。